# Steinseltz
Steinseltz település Franciaországban, Bas-Rhin megyében. Lakosainak száma 612 fő (2022. január 1.). Steinseltz Cleebourg, Oberhoffen-lès-Wissembourg, Riedseltz és Wissembourg községekkel határos.

## Népesség
A település népessége az elmúlt években az alábbi módon változott:
| Lakosok száma | 643  | 616  | 625  | 596  | 601  | 597  | 602  | 607  | 612  |
|               | 2013 | 2015 | 2016 | 2017 | 2018 | 2019 | 2020 | 2021 | 2022 |